# Majtræ i Munkeby
|  | Denne artikel er oprettet af botten Steenthbot ud fra en ekstern database. Den kan derfor have sproglige fejl eller mangler. Denne skabelon kan fjernes efter kontrol af indholdet. |

Majtræ i Munkeby er en dansk dokumentarisk optagelse fra 1930.

## Handling
Munkeby på Avernakø syd for Faaborg, 7. juli 1930.